# Cyril Davenport
Cyril James Humphries Davenport (* 5. Juni 1848 in Stirling; † 15. Januar 1941 in Taunton, Somerset) war ein britischer Bibliotheksmitarbeiter, Kunstgelehrter und Kunstgewerbler.

## Leben
Davenport, Sohn eines Offiziers und Enkel von Admiral Salusbury Pryce Humphreys (Davenport), besuchte die Charterhouse School. Er arbeitete zunächst als Zeichner für das Royal Engineer Department des War Office, bevor er ab 1868 an der Bibliothek des British Museum tätig war, zu seiner Zeit der Nationalbibliothek Großbritanniens und stieg dort zum Leiter der Buchbinderei („superintendent of bookbinding“) auf. 1913 trat er in den Ruhestand. Er galt als Autorität auf dem Gebiet der Geschichte der Buchbinderei und publizierte dazu und zu weiteren kunst- und kulturhistorischen Themen. Er war Mitglied der Society of Antiquaries of London. Er war auch selbst künstlerisch tätig, etwa als Aquarell- und Miniaturmaler, Entwerfer für Bucheinbände, Bildhauer, Emailleur und Goldschmied.